# Dolichurus
Dolichurus är ett släkte av kackerlackesteklar (Ampulicidae) som beskrevs av Pierre André Latreille 1809.

## Dottertaxa tillDolichurus, i alfabetisk ordning[1][2]
- Dolichurus abbreviatus
- Dolichurus abdominalis
- Dolichurus albifacies
- Dolichurus alorus
- Dolichurus amamiensis
- Dolichurus apiciornatus
- Dolichurus aposanus
- Dolichurus aridulus
- Dolichurus astos
- Dolichurus baguionis
- Dolichurus basuto
- Dolichurus bicolor
- Dolichurus bimaculatus
- Dolichurus carbonarius
- Dolichurus cearensis
- Dolichurus clypealis
- Dolichurus corniculus
- Dolichurus crenatus
- Dolichurus dromedarius
- Dolichurus formosanus
- Dolichurus foroforo
- Dolichurus gilberti
- Dolichurus greenei
- Dolichurus guillarmodi
- Dolichurus haemorrhous
- Dolichurus ignitus
- Dolichurus kohli
- Dolichurus laevis
- Dolichurus lankensis
- Dolichurus leioceps
- Dolichurus maculicollis
- Dolichurus major
- Dolichurus mindanaonis
- Dolichurus ombrodes
- Dolichurus oxanus
- Dolichurus palawanensis
- Dolichurus pempuchiensis
- Dolichurus pigmaeus
- Dolichurus quadridentatus
- Dolichurus rubripyx
- Dolichurus rugosifrons
- Dolichurus secundus
- Dolichurus shirozui
- Dolichurus silvicola
- Dolichurus stantoni
- Dolichurus taprobanae
- Dolichurus turanicus
- Dolichurus venator
- Dolichurus yungaburra